# Bert Peßler
Bertold Peßler (* 14. Dezember 1923; † 16. Mai 2014) war ein deutscher Basketballfunktionär und -trainer. Er gilt als der „Vater des Basketballsports“ in Bamberg.

## Leben
Peßler, der zunächst Handball spielte, kam an der Sportakademie Steingaden mit dem Basketballsport in Berührung, dort lernte er die Grundlagen des Spiels von einem ungarischen Studenten. Nach seinem Studium wurde Peßler als Sportlehrer in Erlangen tätig, er baute seine Basketballkenntnisse bei einem Lehrgang in Frankfurt am Main aus und gehörte 1952 als Mitarbeiter zum Stab der Studenten-Weltspiele in Dortmund. Als Sportlehrer in Erlangen wurde er ab 1953 zeitweilig nach Bamberg geschickt, um dort Studenten das Basketballspielen beizubringen. Mitte der 1950er Jahre wechselte Peßler als Lehrer an die Bamberger Oberrealschule und 1965 ans Dientzenhofer-Gymnasium. An beiden Schulen förderte er als Studiendirektor den Basketballsport, zu seinen Schülern gehörte auch Wolfgang Heyder, der bei Peßler erstmals mit Basketball in Kontakt kam und später das Basketballgeschehen in Bamberg jahrelang prägte. Auch der langjährige Zweitligaspieler und -trainer Ulf Schabacker kam über Peßler zum Basketball. Später leitete Peßler bis 1989 das Sportzentrum der Universität Bamberg.
Er rief im Dezember 1958 das Klaus-Haferkorn-Gedächtnisturnier ins Leben, leitete und prägte diese Bamberger Basketballveranstaltung mehr als fünf Jahrzehnte lang, später wurde er Schirmherr des nach ihm benannten und seit 1991 ausgetragenen Bert-Peßler-Turniers am Clavius-Gymnasium. Anlässlich seines Todes im Mai 2014 verdeutlichten die Verantwortlichen des Bundesligisten Brose Bamberg in einem Nachruf die Bedeutung Peßlers für den Basketballsport in der Stadt: „Sein Engagement als Sportlehrer hat den Grundstein für die Basketballbegeisterung in Bamberg gelegt.“ Bambergs Oberbürgermeister Andreas Starke formulierte Peßlers Verdienste 2013 wie folgt: „Es ist sein maßgeblicher Verdienst, dass Bamberg und die ganze Region zu einer Basketballhochburg in Deutschland werden konnten. (…) Ohne ihn gäbe es keine Mannschaft, die als 1. FC Bamberg vor mehr als 40 Jahren in die 1. Basketballbundesliga aufgestiegen ist und fast ausnahmslos aus Bamberger Spielern bestand. Ohne ihn gäbe es die vielen Jugendlichen nicht, die im Rahmen der Nachwuchsarbeit unserer Vereine viele Titel auf Landes- und Bundesebene gesammelt haben. Ohne ihn gäbe es die Vorbildfunktion des Profibasketballs in Bamberg nicht.“ Anlässlich seines 90. Geburtstags wurde Peßler die Ehre gewährt, sich ins Goldene Sportbuch der Stadt Bamberg einzutragen. Er erhielt die Bamberger Stadtmedaille, die Menschen verliehen wird, „die sich um die Stadt Bamberg besondere Verdienste erworben haben“. 2003 wurde Peßler das Bundesverdienstkreuz am Bande verliehen.